# کن اندرسون (کشتی‌گیر)
کن اندرسون (انگلیسی: Ken Anderson؛ زادهٔ ۶ مارس ۱۹۷۶) کشتی‌گیر کشتی حرفه‌ای، و بازیگر اهل ایالات متحده آمریکا است.